# Sahún
Sahún è un comune spagnolo situato nella comunità autonoma dell'Aragona.